# Thierry IV de Lorraine
Pour les articles homonymes, voir Thierry de Lorraine, Thierry IV et Thierry.
Thierry de Lorraine, mort en 1181, fut évêque de Metz de 1174 à 1179. Il était fils de Mathieu Ier, duc de Lorraine, et de Berthe de Hohenstaufen.

## Biographie
Il devient chanoine à Toul, puis, en 1163 archidiacre de Toul, prévôt de Saint Gengoult de Toul en 1166, prévôt de la collégiale de Saint Dié en 1165, à la mort de son oncle Henri de Lorraine, et archidiacre du diocèse de Metz en 1169.
En 1174, avec le soutien de son oncle maternel l’empereur Frédéric Ier Barberousse, il est élu évêque de Metz, mais le pape Alexandre III refuse de reconnaître l’élection et il ne fut pas sacré. Cinq ans plus tard, en mars 1179, ce pape fit réunir le concile de Latran qui, parmi des décisions prises, le fit déposer. Il mourut deux ans plus tard.